# Gournay (Montataire)
Pour les articles homonymes, voir Gournay.
 (août 2017).
Si vous disposez d'ouvrages ou d'articles de référence ou si vous connaissez des sites web de qualité traitant du thème abordé ici, merci de compléter l'article en donnant les références utiles à sa vérifiabilité et en les liant à la section « Notes et références ».
Le quartier de Gournay fait partie de la ville de Montataire dans l’Oise qui devrait récemment être réhabilité.

## Toponymie
Toponyme comparable aux innombrables Gournay et Gornac de France et signifiant « bief, pêcherie » sur la base de l'appellatif celtique *gorn > gord et le suffixe celtique localisant bien connu -ako (latinisé en -acum).

## Morphologie du quartier
Le quartier Gournay-Fonds de Montataire est un quartier sité au nord-est de la commune de Montataire. Le quartier Gournay-Fonds de Montataire compte un peu plus de 2 000 habitants. La population est plutôt jeune composée de familles propriétaires de leur logement à 69 %.

## Nature du projet urbain
Ce projet prévoit des logements neufs, des infrastructures. Il devrait être aménagé sur le terrain des anciennes usines, dont certaines plus ou moins désaffectées et à la limite de la friche industrielle. Un nouvel accès à la gare de Creil devrait relier ce quartier à une infrastructure de transport collective importante (cette gare est un nœud ferroviaire et est une gare de la ligne RER D en lien avec la gare du Nord de Paris).
Ce nouveau quartier devrait en quelque sorte être le cœur de l’agglomération Creilloise réunie par les communes de Creil, Montataire et Nogent-sur-Oise au sein de la Communauté d’agglomération de Creil.
Ce projet bénéficie du soutien financier de l’Agence nationale de renouvellement urbain (ANRU) et fait partie de la politique de la ville : l'agglomération et la ville de Creil qui ont mauvaise réputation (du fait du quartier du plateau de Creil, des violences urbaines, mais pas seulement) devrait voir son blason redoré.
Il semble toutefois que la réalisation du projet soit au point mort, la Communauté de Communes privilégiant une restructuration du plateau de Creil et quelques aménagements secondaires. Les municipalités de Creil, Montataire et Nogent-sur-Oise ne semblent pas privilégier la construction d'un nouveau centre-ville, la Communauté d'agglomération Creil Sud Oise qui concurrencerait les centres-villes déjà existants des trois communes.

#### articles connexes sur les collectivités locales
- Communauté de communes de l'agglomération Creilloise
- Creil
- Montataire
- Nogent-sur-Oise
- Gare de Creil

#### articles connexes des thèmes proches
- Politique de la ville
- ville-dortoir
- grand ensemble en France